# Élection présidentielle américaine de 1932
L'élection présidentielle américaine de 1932 est la trente-septième élection présidentielle depuis l'adoption de la Constitution américaine en 1787. Elle se déroule le mardi 8 novembre 1932.
Le scrutin se déroule dans un contexte très difficile, les États-Unis subissant les effets de la Grande Dépression qui a commencé à la fin de 1929, peu après le krach de la bourse de New York survenu en octobre. Le président Herbert Hoover et son cabinet furent incapables, malgré certaines mesures pour stimuler l'économie américaine, notamment en lançant des grands travaux au niveau de l'État fédéral, dont ce qui sera appelé plus tard le Barrage Hoover à la frontière entre l'Arizona et le Nevada, de résorber les effets de la crise économique. Les conséquences de la Grande Dépression ont mis en lumière les limites des conceptions économiques du Parti républicain, qui a pourtant occupé la Maison-Blanche sur presque toute la période du Fourth Party System entre 1896 et la présente élection présidentielle, notamment ce que les historiens et économistes appellent le « laissez-faire »,.
L'élection vit s'opposer le président sortant, Herbert Hoover, contre le gouverneur de l'État de New York Franklin Delano Roosevelt du Parti démocrate. Le candidat socialiste, Norman Thomas, parvint à obtenir près de 1 million de voix comme candidat tiers parti. De nombreux États, notamment de la Côte ouest et de la Nouvelle-Angleterre, votèrent en majorité pour un candidat issu du Parti démocrate pour la première fois depuis 1912, soit depuis l'élection de Woodrow Wilson. Ce fut la première fois dans l'histoire des États-Unis pour le Michigan depuis la fondation du Parti républicain en 1854 et la première fois pour le Minnesota depuis l'admission de l'État dans l'Union en 1858.

## Campagne électorale
Après avoir fait un voyage en avion pour se rendre à la convention démocrate, Franklin Delano Roosevelt a accepté la nomination en personne. Dans son discours, il a déclaré que « notre parti doit être un parti de pensée libérale, d'action planifiée, de perspective internationale éclairée, et du plus grand bien pour le plus grand nombre de nos citoyens ». Le voyage de Roosevelt à Chicago a été le premier exemple de plusieurs initiatives réussies, créant un précédent, destinées à le faire apparaître à l'élection comme le candidat du changement. De grandes foules ont accueilli Roosevelt lors de ses déplacements dans le pays ; sa chanson de campagne Happy Days Are Here Again est devenue l'une des plus populaires de l'histoire politique américaine - et, en fait, l'hymne officieux du parti démocrate.
Les démocrates étaient unis comme ils ne l'avaient pas été en 1928, et probablement le parti le plus uni de tout le système du Quatrième Parti. L'origine protestante de Roosevelt annula les attaques anti-catholiques auxquelles Al Smith fut confronté en 1928, et la Dépression semblait préoccuper davantage le public américain que les batailles culturelles précédentes. La prohibition était une cible favorite des démocrates, peu de républicains essayant de la défendre étant donné la demande croissante pour mettre fin à la prohibition et légaliser à nouveau la bière, l'alcool et les recettes fiscales qui en découlent.
En revanche, Herbert Hoover n'était pas soutenu par un grand nombre des républicains les plus éminents et d'autres s'y opposaient violemment, en particulier un certain nombre de sénateurs qui l'avaient combattu tout au long de son administration et dont la réputation nationale rendait leur opposition d'une importance considérable. De nombreux républicains éminents sont même allés jusqu'à épouser ouvertement la cause du candidat démocrate.
Le fait que de nombreux Américains lui reprochaient la Grande Dépression n'a fait qu'empirer les choses pour Hoover. Pendant plus de deux ans, le président Hoover a restreint le commerce et augmenté les impôts des riches avec des lois telles que le Smoot-Hawley Tariff Act et le Revenue Act de 1932. En tant que gouverneur de New York, Roosevelt avait acquis la réputation de promouvoir l'aide du gouvernement aux plus démunis, offrant un contraste bienvenu à ceux qui considéraient Hoover comme un président qui ne faisait rien. Roosevelt a également attaqué Hoover pour être « l'administration la plus dépensière en temps de paix de toute notre histoire ». L'indignation causée par la mort d'anciens combattants lors de l'incident de l'Armée des primes[pas clair]  à l'été 1932, combinée aux effets économiques catastrophiques de la politique intérieure de Hoover, a réduit ses chances d'obtenir un second mandat, qui sont passées de minces à nulles. Ses tentatives de faire campagne en public ont été un désastre, car il se faisait souvent lancer des objets sur lui ou sur son véhicule lorsqu'il se déplaçait dans les rues de la ville. Pendant la campagne, Roosevelt a participé à de nombreux programmes qui allaient plus tard faire partie du New Deal pendant sa présidence. On disait que « même un ramasseur de chiens vaguement talentueux aurait pu être élu président contre les républicains ». Hoover a même reçu une lettre d'un homme de l'Illinois qui lui conseillait de « voter pour Roosevelt et de faire l'unanimité ».
Alors qu’il apparaissait évident que Hoover n’allait pas obtenir un second mandat, les cadres du parti Républicain tentèrent d’approcher Calvin Coolidge, ancien président des États Unis ayant exercé de 1923 à 1929 et resté populaire après son mandat, mais ce dernier refusa catégoriquement toute offre.[réf. nécessaire]
Hoover a qualifié Roosevelt de « caméléon à carreaux » et Roosevelt a qualifié le président Hoover de « gros chapon timide ». Dans les derniers jours de la campagne, Hoover a critiqué les « absurdités... tirades... généralisations étincelantes... ignorance » et la « diffamation » de Roosevelt.
L'élection a eu lieu le 8 novembre 1932, mais le Maine a tenu des élections séparées au niveau de l'État en septembre.

## Résultats
C'est la première élection depuis 1916 (16 ans plus tôt) à laquelle le candidat démocrate a gagné.
Bien que le vote « autre » (le total des votes combinés pour les candidats autres que les candidats des deux grands partis) de 1932 ait été trois fois supérieur à celui de 1928, il a été considérablement inférieur à ce qui avait été enregistré en 1920 ; l'époque du plus grand vote « autre », à l'exception des conditions inhabituelles qui ont prévalu en 1912 et 1924.
Franklin Delano Roosevelt, le candidat démocrate, a obtenu le soutien de 22 817 883 électeurs (57,41 %), soit le plus grand nombre de voix jamais enregistré pour un candidat à la présidence jusqu'à cette époque, et 1 425 000 de plus que pour Herbert Hoover quatre ans plus tôt. Hoover a obtenu un plus grand pourcentage de voix en 1928, tout comme Harding en 1920. Mais le swing national de 35,17 % a impressionné tous ceux qui ont examiné la répartition des voix, et a indiqué que plus d'un sixième de l'électorat était passé du soutien au Parti républicain au Parti démocrate. Il n'y a eu qu'une seule fois au cours de cette période où l'on a observé un changement comparable : en 1920, 29,29 % des électeurs se sont prononcés en faveur des républicains. Le passage de Smith en 1928 à Roosevelt cette année reste le plus grand changement national de l'électorat entre deux élections présidentielles dans l'histoire des États-Unis.
L'élection de 1932 a été un réalignement, Roosevelt remportant une victoire écrasante sur Hoover, les démocrates étendant leur contrôle sur la Chambre des États-Unis et prenant le contrôle du Sénat américain. Douze années de leadership républicain ont pris fin, et 20 années consécutives de contrôle démocrate sur la Maison Blanche ont commencé[16]. Jusqu'en 1932, les républicains ont contrôlé la présidence pendant 56 des 72 années précédentes, depuis l'élection d'Abraham Lincoln en 1860. Après 1932, les Démocrates ont contrôlé la présidence pendant 28 des 36 années suivantes.
Roosevelt a mené le scrutin dans 2 722 comtés, le plus grand nombre jamais porté par un candidat jusqu'à cette époque. Sur ce nombre, 282 n'avaient jamais été démocrates auparavant. Seuls 374 sont restés loyalement républicains. Cependant, la moitié du vote total de la nation a été obtenue dans seulement huit États (New York, New Jersey, Pennsylvanie, Ohio, Illinois, Indiana, Michigan et Wisconsin) et dans ces États, Hoover a obtenu 8 592 163 voix. Dans une section (Centre-Sud-Ouest), le pourcentage de républicains a chuté à 16,21 %, mais dans aucune autre section, le parti n'a recueilli moins de 30 % des voix. Cependant, l'attrait relatif des deux candidats en 1932 et le déclin de l'attrait de Hoover par rapport à 1928 sont démontrés par le fait que le vote républicain a augmenté en 1932 dans seulement 87 comtés, alors que le vote démocrate a augmenté dans 3 003 comtés.
Le grand nombre de voix exprimées par Hoover, et le fait que dans une seule partie de la nation (Centre-Sud-Ouest), il a obtenu moins de 500 000 voix et dans trois États seulement en dehors du Sud moins de 50 000 voix, montrent clairement que la nation est restée un électorat bipartite, et que partout, malgré le triomphe des démocrates, il y a eu une adhésion au parti qui n'a été consacrée ni à la nouvelle administration ni aux propositions du candidat socialiste qui avait recueilli 75 % des « autres » voix (ainsi que le total brut de voix le plus élevé de ses campagnes)[18].
Cette élection marque la dernière fois qu'un candidat républicain à la présidence a obtenu une majorité de votes noirs et afro-américains. Avec l'entrée en vigueur des politiques du New Deal, le fort soutien des électeurs noirs à ces programmes a amorcé une transition de leur soutien traditionnel aux républicains à l'obtention de solides majorités pour les démocrates.
Le ticket Roosevelt a balayé toutes les régions du pays sauf le Nord-Est et a porté de nombreux États républicains fiables qui n'avaient pas été portés par les démocrates depuis leur écrasement électoral de 1912, lorsque le vote républicain a été divisé. Le Michigan a voté démocrate pour la première fois depuis l'émergence du parti républicain. Le Minnesota a été porté par un démocrate pour la première fois de son histoire, laissant le Vermont comme le seul État restant à ne jamais être porté par un candidat démocrate (et ce ne sera pas avant 1964). Contrairement à l'appui solide que l'État apportait aux républicains avant cette élection, le Minnesota a continué à soutenir les démocrates à chaque élection présidentielle, sauf trois depuis 1932, les exceptions étant 1952, 1956 et 1972.
La victoire de Roosevelt avec 472 votes électoraux s'est maintenue jusqu'à la victoire de Lyndon B. Johnson, qui a remporté 486 votes électoraux en 1964, comme le plus grand nombre jamais remporté par un candidat qui participait pour la première fois à une élection présidentielle. Roosevelt a également battu le record national de 444 voix électorales établi par Hoover seulement quatre ans plus tôt, mais il a battu son propre record lorsqu'il a été réélu en 1936 avec 523 voix.
Ce fut la dernière élection où le Connecticut, le Delaware, le New Hampshire et la Pennsylvanie votèrent républicain jusqu'en 1948. 

### Vote populaire
| Inscrits                 | Inscrits                  | Inscrits                                   | 75 768 000 |             |  |  |
| Abstentions              | Abstentions               | Abstentions                                | 35 951 478 | 47,45 %     |  |  |
| Votants                  | Votants                   | Votants                                    | 39 816 522 | 52,55 %     |  |  |
|                          |                           |                                            |            |             |  |  |
| Bulletins enregistrés    | Bulletins enregistrés     | Bulletins enregistrés                      | 39 816 522 |             |  |  |
| Bulletins blancs ou nuls | Bulletins blancs ou nuls  | Bulletins blancs ou nuls                   | 64 068     | 0,16 %      |  |  |
| Suffrages exprimés       | Suffrages exprimés        | Suffrages exprimés                         | 39 752 454 | 99,84 %     |  |  |
|                          |                           |                                            |            |             |  |  |
|                          | Candidat                  | Parti                                      | Suffrages  | Pourcentage |  |  |
|                          | Franklin Delano Roosevelt | Parti démocrate                            | 22 821 513 | 57,41 %     |  |  |
|                          | Herbert Hoover            | Parti républicain                          | 15 761 532 | 39,65 %     |  |  |
|                          | Norman Thomas             | Parti socialiste d'Amérique                | 884 895    | 2,23 %      |  |  |
|                          | William Z. Foster         | Parti communiste des États-Unis d'Amérique | 103 314    | 0,26 %      |  |  |
|                          | William David Upshaw (en) | Parti de la prohibition                    | 81 922     | 0,21 %      |  |  |
|                          | William Hope Harvey (en)  | Parti de la liberté (en)                   | 53 425     | 0,13 %      |  |  |
|                          | Verne L. Reynolds (en)    | Parti ouvrier socialiste d'Amérique        | 34 046     | 0,09 %      |  |  |
|                          | Jacob S. Coxey Sr. (en)   | Farmer-Labor Party                         | 7 431      | 0,02 %      |  |  |
|                          | Candidat par écrit        | Sans étiquette                             | 1 886      | 0 %         |  |  |
|                          | John Zahnd                | Parti national (en)                        | 1 645      | 0 %         |  |  |
|                          | James Renshaw Cox (en)    | Sans étiquette                             | 741        | 0 %         |  |  |
|                          | Aucun candidat            | Sans étiquette                             | 104        | 0 %         |  |  |

### Collège électoral
| Inscrits                 | Inscrits                  | Inscrits                 | 531       |             |  |  |
| Abstentions              | Abstentions               | Abstentions              | 0         | 0 %         |  |  |
| Votants                  | Votants                   | Votants                  | 531       | 100 %       |  |  |
|                          |                           |                          |           |             |  |  |
| Bulletins enregistrés    | Bulletins enregistrés     | Bulletins enregistrés    | 531       |             |  |  |
| Bulletins blancs ou nuls | Bulletins blancs ou nuls  | Bulletins blancs ou nuls | 0         | 0 %         |  |  |
| Suffrages exprimés       | Suffrages exprimés        | Suffrages exprimés       | 531       | 100 %       |  |  |
|                          |                           |                          |           |             |  |  |
|                          | Candidat                  | Parti                    | Suffrages | Pourcentage |  |  |
|                          | Franklin Delano Roosevelt | Parti démocrate          | 472       | 88,89 %     |  |  |
|                          | Herbert Hoover            | Parti républicain        | 59        | 11,11 %     |  |  |